# Швейцарський журнал економіки та статистики
Швейцарський журнал економіки та статистики — це рецензований економічний науковий журнал із відкритим доступом, який видається SpringerOpen  від імені Швейцарської асоціації економіки та статистики та за фінансової підтримки Швейцарської академії гуманітарних і соціальних наук та Швейцарського національного банку .   Головний редактор — Маріус Брюльхарт (Лозанський університет). 

## Історія
Журнал був заснований у 1864 році  під назвами Zeitschrift für Schweizerische Statistik (німецькою мовою) та Journal de Statistique et Revue économique Suisse (французькою мовою). Його першим редактором був Йоганнес Штоссель, секретарем Федерального управління статистикою, який працював редактором з 1864 по 1869 рік. 
У 1916 році журнал називався Zeitschrift für schweizerische Statistik und Volkswirtschaft (німецькою мовою) та Journal de statistique et Revue économique suisse (французькою мовою), а з 1945 року його перейменовано у Schweizerische Zeitschrift für Volkswirtschaft und Statistik (німецькою мовою), Revue suisse d'Economie politique et de Statistique (французькою мовою) та створено Swiss Journal of Economics and Statistics (англійською мовою). 
Незважаючи на те, що тепер журнал видається повністю англійською мовою, випуски до першого видання 2007 року також включали статті, написані німецькою та французькою мовами.  

## Головні редактори
- 1864—1869: Йоганнес Штоссель, Федеральне бюро статистики в Берні (теперішнє Федеральне управління статистики в Невшателі ) [15] [16]
- 1870: Арман Шателанат, Федеральне управління статистики [17]
- 1871—1874: Вільгельм Гісі, Бернський університет [18][19]
- 1881—1882: Арман Шателанат, Федеральне управління статистики[20]
- 1881—1882: Джозеф Дюррер, Федеральне управління статистики [21]
- 1883—1886: Йоганн Якоб Куммер, Федеральне бюро статистики та Федеральне управління соціального страхування  [22][21]
- 1887: Едмунд Вільгельм Міллієт, Федеральне бюро статистики [21]
- 1899—1913: Луї Гійом, Федеральне бюро статистики [23] [24]
- 1914—1925: Юліус Ландманн, Базельський університет [25]
- 1926—1939: Фріц Мангольд, Базельський університет [25]
- 1959—1966: Юрг Ніханс, Бернський університет, Базельський університет [26]
- 1985—1996: Ернст Балтенспергер, Бернський університет [27]
- 1997—2003: Петер Куглер, Базельський університет [28] [29] [30]
- 2004—2014: Клаус Нойсер, Бернський університет [30] [31]
- 2015—2021: Рафаель Лаліве, Лозанський університет [32] [31] [33]
- 2022: Сара М. Лейн, Базельський університет [33] [34]
- 2023—тепер: Маріус Брюльхарт, Лозанський університет [34] [35]